# Heart Craft
Heart Craft（ハート・クラフト）は、auブランドを展開するKDDIおよび沖縄セルラー電話向けおよびNTTドコモ向けのカシオ計算機（カシオ日立モバイルコミュニケーションズ・NECカシオモバイルコミュニケーションズ含む）製携帯電話のものづくり思想である。A5512CA・W43CAの「顔クン」やW41CA・W51CA・W61CA・CA-01Cの「アデリーペンギン」、W52CA・W53CAの「カツオのボニット」などがある。2007年度グッドデザイン賞コミュニケーションデザイン部門受賞。

## コンセプト
以下はW51CAカタログからの引用である。
CASIOのケータイは「持つ・開く・使う・しまう」など、「手に持つ道具」としての基本的な使い心地のよさはもちろん、端末を開くたびに表情を変え、見る人を和ませる画面デザインなど、使い込むうちに愛着を感じていただける、そんなケータイ作りを目指しています。

## ハード面
ステップキー
W41CA・W51CA・W61CA・CA-01Cに搭載されている。全体が盛り上がっているドームキーとは違い、キーが階段のようにデコボコしている。
タイプキー
W43CAに搭載されている。タイプライターのキーボードように全体が盛り上がっているが、指が接する面は平面になっている。

## ソフト面
顔いろいろ
A5512CA・W43CA・W51CA（ケータイアレンジ）に内蔵。顔クンが時間帯・季節に合わせてさまざまな表情を見せる。
アデリーペンギン
W41CA・W51CA・W61CA・CA-01Cに内蔵。「カシオの携帯電話のペンギン」から通称「カシペン」。黒一色のペンギンが人間らしい生活をしている。W41CAが大ベストセラーモデルになる要因の1つとなった。また、W51CAではより人間に近くなり、W61CAではカラーになるなど機種ごとに変化が見られる。一部を除き、画面中央に分類名と学名が書かれている。
W52CA・W53CAではプリセットのケータイアレンジとしてW41CAと同じものが内蔵されており、W43CAにはデジタル時計に少し登場している。
また、W43CA・W51CAのプリセットのデジタル時計には他の動物も黒一色で登場する。
G'zOneシリーズには自社開発時代には一度も登場しなかったが、カシオが開発に協力した京セラ製のauオリジナルAndroid搭載携帯電話TYPE-XX（KYY31）で隠しキャラクターとして登場する。
街
W43CAに内蔵。待ち受けが丸ごと1つの街になっている。
Bonite（ボニット）
W52CA・W53CA・W61CA（ケータイアレンジ）に内蔵。黒一色のカツオが人間らしい生活をしている。アデリーペンギンに比べ、ブラックユーモアな面が強く出ている。

## 書籍
いずれも著者：城聡子、2006年10月17日発売。
- Heart Craft - tiny little graces in your hand Red 書籍情報: ISBN 978-4-594-05240-9
- Heart Craft - tiny little graces in your hand Blue 書籍情報: ISBN 978-4-594-05244-7
- Heart Craft - tiny little graces in your hand Yellow 書籍情報: ISBN 978-4-594-05242-3
- Heart Craft - tiny little graces in your hand Green 書籍情報: ISBN 978-4-594-05243-0
- Heart Craft - tiny little graces in your hand Orange 書籍情報: ISBN 978-4-594-05241-6

## 展覧会
Heart Craft Atelier（ハートクラフトアトリエ）
東京・表参道のgallery & space Fannaneで2006年10月7日 - 10月29日まで開催。